# Dismas Yeko
Dismas Yeko (* 9. Oktober 2004) ist ein ugandischer Leichtathlet, der sich auf den Langstreckenlauf spezialisiert hat.

## Sportliche Laufbahn
Erste Erfahrungen bei internationalen Meisterschaften sammelte Dismas Yeko im Jahr 2021, als er bei den U20-Weltmeisterschaften in Nairobi in 8:08,76 min den sechsten Platz im 3000-Meter-Lauf belegte. 2023 siegte er in 28:59,25 min über 10.000 Meter bei den World University Games in Chengdu und belegte in 14:23,14 min den neunten Platz im 5000-Meter-Lauf. Anschließend wurde er bei den Straßenlauf-Weltmeisterschaften in Riga nach 14:09 min auf den 34. Platz über 5 km.

## Persönliche Bestzeiten
- 3000 Meter: 7:50,5 min, 19. Mai 2021 in Ostrava
- 5000 Meter: 14:05,05 min, 8. Juni 2022 in Nairobi
- 10.000 Meter: 28:33,0 min, 25. Juni 2022 in Kampala